# Mimodesisa bimaculata
Mimodesisa bimaculata là một loài bọ cánh cứng trong họ Cerambycidae.